# Cordillera Bitterroot
La cordillera Bitterroot (en inglés, Bitterroot Range) es una cordillera situada al noroeste de los Estados Unidos, una sección de las Montañas Rocosas que corre a lo largo del límite entre los estados de Montana e Idaho. La cordillera abarca un área de 62.736 km² y debe su nombre a la Bitterroot (Lewisia rediviva), la pequeña flor de color rosa que es la flor oficial del estado de Montana.

## Geografía
La cordillera Bitterroot abarca desde el río Cabinet George (cerca de SandPoint (Idaho)) hasta el paso Monida, e incluye las sub-cadenas que se mencionan a continuación, ordenadas según mayor altura.

### Montañas Beaverhead
Las montañas Beaverhead son la porción más al sudeste de la cordillera Bitterroot, y comprenden un área de 11.738 km². Se encuentran al este de las montañas Bitterroot y al oeste de la depresión Big Hole. Los principales pasos que atraviesan estas montañas son los siguientes: paso Big Hole, paso Big Hole II, paso Junctions, paso Monida y paso Soudough-Muddy. 
Las montañas Beaverheads se subdividen a su vez en varios sectores: las montañas Big Hole West, con el pico Homer Youngs como másxima altura (3.237 m); las montañas Big Hole Divide, con el pico Bloody Dick (2.992 m); las montañas Tendoy; los picos Italian, con el pico Scott (3.473 m); y los picos Garfield, con la montaña Garfield (3.341 m).

### Montañas Bitterroot
Las montañas Bitterroot, comprendidas por las cordilleras Bitterroot norte y central, son la sección más larga de la cordillera Bitterroot con un área de 12.593 km². Las montañas están bordeadas, al norte, por el arroyo Lolo; al sur, por el río Salmon; al este, por el río Bitterroot y el valle del mismo nombre; y, al oeste, por los ríos Serway y Lochsa.
Su punto más elevado es el pico Trapper con 3.096 m.

### Montañas Centennial
Las montañas Centennial comprenden un área de 5.346 km² y tienen como máxima altura el monte Jefferson (3.110 m). En estas montañas se encuentra el manantial Brower, descubierto en 1888 por Jacob V. Brower, que se cree es el punto más remoto del río Misuri. Brower publicó su hallazgo en 1896, en su libro «The Missouri: It's Utmost Source». (El Missouri: su fuente principal).
El manantial Brower se encuentra cerca de los 2.580 m, en este punto una pila de rocas conmemora la naciente de la quebrada Hellroaring que aporta sus aguas al río Red Rock, que a su vez se une al embalse del cañón Clerck, donde se une con el río Beaverhead, que es un afluente del río BigHole, que se une luego con el río Jefferson.

### Montañas Coeur d'Alene
Las montañas Coeur d'Alene es la porción más al noroeste de la cordillera Bitterroot. Abarca un área de 6.708 km². Los picos más altos son el pico Cherry (2.241 m) y el Patricks Knob (2.048 m).

### Montañas San Joe
Las montañas San Joe son la porción más pequeña de la cordillera Bitterroot que posee nombre propio, cubre en área de 1.808 km². Se extiende entre el río Saint Joe, al sur; el río Courer d'Alene, al norte; el arroyo Slate, al este; y las mesetas de Moscú, Idaho/Pullman y Washington, en la frontera entre Idaho y Washington. Su cumbre es el pico Latour (1.953 m).

## Historia
En 1805, la expedición de Lewis y Clark, conocida como «Corps of Discovery» y dirigida por Meriwether Lewis y William Clark, cruzó la cordillera Bitterroot entrando en el valle del Bitterroot por la vía del sur, o paso Lost Trail, y saliendo por la vía del oeste, o paso Lolo. Al cruzar estas montañas la expedición se encontró con la nación nez percés de nativos americanos.